# Attersee
Attersee er Østrigs største sø, der er helt beliggende inden for Østrigs grænser (både Neusiedler See og Bodensøen er begge større, men er kun delvist liggende i Østrig). Den ligger i Salzkammergut i Oberösterreich. Søen måler omkring 20 km fra nord til syd og 4 km fra øst til vest. Attersee udgør den sidste sø i en kæde af søer, der mod sydvest begynder med Fuschlsee og i nordvest med Irrsee. Vandet fra disse to søer flyder til Mondsee og derfra gennem den 4 km lange Seeache til Attersee. Vandet fra Attersee har afløb gennem floden Ager, som flyder videre i Traun, der siden munder ud i Donau ved Linz.
Höllengebirge ligger med en højde af 1.800 m sydøst for søen. Sydvest for søen ligger det 1.783 m høje Schafberg. Ved Litzlberg findes en lille slots-ø, som Gustav Klimt ofte besøgte om sommeren.
På grund af de stabile vinde over søen og den gode vandkvalitet er Attersee et populært mål for sejlsport og badeferie. Det rene vand giver endvidere et undervandssigte på op til 25 m, hvilket også gør søen til et attraktivt mål for dykkere.
På grund af søens størrelse fryser søen sjældent til om vinteren. Senest, søen var helt dækket af is, var i 1940'erne. Der er et righoldigt liv af fisk i søen som f.eks. gedde, ørred, regnbueørred, europæisk ål, karpe og aborre.
- Wikimedia Commons har flere filer relateret til Attersee